# Wyeomyia knabi
Wyeomyia knabi är en tvåvingeart som beskrevs av Lane och Cerqueria 1942. Wyeomyia knabi ingår i släktet Wyeomyia och familjen stickmyggor. Inga underarter finns listade i Catalogue of Life.